# Anna Ahlefeldt-Laurvig-Lehn
Anna Christiane Adelheid, grevinde Ahlefeldt-Laurvig-Lehn (født baronesse Rosenørn-Lehn; 23. april 1857 – 22. september 1915) var en dansk adelskvinde, arving og godsejer, som var besidderinde af Baroniet Lehn på Sydfyn i egen ret, fra 1904 til 1910.
Hun blev født i Kiel som den ældste af seks døtre af lensbaron Erik Christian Hartvig Rosenørn-Lehn og friherreinde Polyxene Pechlin von Löwenbach. Hun voksede op på familiegodset Hvidkilde og blev indskrevet i Vallø Stift. I 1877 giftede hun sig med grev Frederik ("Fritz") Ahlefeldt-Laurvig, og parret fik fire sønner. Ved sin fars død i 1904 arvede hun baroniet Lehn og blev dermed den fjerde kvindelige besidderinde i lenets historie. Hun administrerede baroniets vidtstrakte godsbesiddelser, herunder Hvidkilde, sammen med sin mand fra hans herregård Kærsgård i Brenderup. Fra 1905 antog hendes mand og efterkommere det sammensatte slægtsnavn Ahlefeldt-Laurvig-Lehn. Da hendes mand døde i 1909, flyttede grevinden til København, og i 1910 overdrog hun ved kgl. bevilling baroniet til sin ældste søn, grev Christian Erik Ahlefeldt-Laurvig-Lehn, og det overgik dermed til familien Ahlefeldt-Laurvig.
Selvom hun i sin ungdom var stærkt evangelisk og tilknyttet Indre Mission, konverterede hun til katolicismen i 1889 sammen med sin søster Polly, to år efter deres mors konvertering i 1887. I 1892 blev hun og hendes yngste søster, Erikke, optaget i den danske afdeling af den Franciskanske Sekularorden.
Den samtidige maler Otto Bache beskrev hendes ægteskab som ulykkeligt og portrætterede Anna som følsom, from og tiltagende melankolsk i sin alderdom. Hun døde 58 år gammel i Hellerup.

## Biografi

### Tidligt liv og ægteskab
Anna Christiane Adelheid Rosenørn-Lehn blev født som baronesse den 23. april 1857 i Kiel, Slesvig-Holsten, ældste datter af lensbaron Erik Christian Hartvig Rosenørn-Lehn og Polyxene Adelheid Louise Elise friherreinde Pechlin von Löwenbach. Hendes morfar, gehejmeråd Friedrich von Pechlin, var guvernør og landdrost over Hertugdømmet Lauenburg i denne periode.
Hun var den ældste af seks døtre, de andre var Margarethe Christine Lucie (1859-1887), Edle Frederikke (1860-1921), Polyxene Julie (1862; d. i spædbarnsalderen), Sigrid Benedicte Georgine (1867-1877) og Erikke (f. 1871). Hun tilbragte hovedparten af sin barndom på Hvidkilde på Fyn, familiens hovedsæde. I 1858 blev hun indskrevet i Vallø Stift som stiftsdame.
Familien var luthersk. Hendes far holdt en vis afstand distance til religiøse ytringer, mens moderen, der var opdraget af sin tante dels i Frankfurt, Roskilde og senere på garnisonerne i Lauenborg og Kiel, var litterært interesseret og politisk engageret. Hun opmuntrede sine døtre til samfundssind og indprentede dem betydningen af religiøs tolerance; selv var hun en streng protestant, men konverterede senere til katolicismen (1887). Anna var i sin ungdom stærkt evangelisk og tilknyttet Indre Mission.
Den 16. november 1877 på Hvidkilde Slot giftede hun sig med hofjægermester grev Frederik ("Fritz") L.V. Ahlefeldt-Laurvig, søn af Frederik Ahlefeldt-Laurvig, 8. Lensgreve af Langeland (1817–1889) og hans hustru grevinde Marie Schulin (søster til Louise Schulin, grevinde Dannemand). Hendes mand, der var forstkandidat, havde i 1873 købt herregården Kærsgård i Brenderup på Nordfyn. Sammen fik de fire sønner, Christian i 1878, Erik i 1880, Frederik i 1882 (som døde som spædbarn) og Julius i 1889.
I 1900 var hun medunderskriver på en offentlig erklæring i kvinderettighedstidsskriftet Kvinden & Samfundet, rettet til regeringen og Rigsdagen, hvori hun fordømte udbredelsen af voldtægt og opfordrede til handling.
Hendes mor konverterede til katolicismen i 1887, og i 1889 konverterede Anna og hendes søster Polly ligeledes. Ændringen skabte spændinger i familien, og hendes yngste søster, Erikke, der dengang var atten, følte sig isoleret og flyttede til København samme år med sin fars støtte i sagen.

### Arv og besidderinde af baroniet Lehn
Efter faderens død på Hvidkilde den 5. oktober 1904 overtog Anna besiddelsen af baroniet Lehn, som dets fjerde kvindelige indehaver. Hun blev den syvende lensbesidder siden baroniets erektion i 1780 af kammerherre Paul Abraham Lehn.  Arvefølgereglerne fulgte agnatisk-kognatisk primogenitur, og forinden Anna havde tre kvinder været besidderinder af lenet, inklusive hendes farmor. Hun var tipoldebarn gennem en kvindelige linje af primus acquirens, baron Lehn.
Lenet omfattede betydelige godser på det sydlige Fyn, herunder Hvidkilde, baroniens hovesæde, samt Nielstrup og Lehnskov i Svendborg Amt. Godset omfattede også stutteriet Lehnshøj samt Heldagergård. Uden for Fyn omfattede baroniet godserne Kiding i Aabenraa Amt (i Sønderjylland), Vennerslund gods, foruden jord på Falster, samt adelsgodset Dyttebøl i Angel.  I alt udgjorde hendes jordtilliggende ca. 2.370 hektar.  Baroniet var oprettet som fideikommis, og i 1912 udgjorde den bundne kapital 1.263.181 kroner, suppleret med en substitueret fideikommisskapital på 426.000 kroner for godserne i Sønderjylland. Samlet beløb dette sig til 1,689,181 kroner (svarende til cirka 122 millioner danske kroner i 2024-værdi).
Selvom ejendomsretten, adelstitel, og den overordnede kontrol over baroniet og dets godser tilkom hende, tyder samtidige beretninger på, at den daglige drift hovedsageligt blev varetaget af hendes mand.  I årene, der fulgte hendes overtagelse fungerede Hvidkilde som samlingssted for en vidtstrakt omgangskreds og var “i en række år samlingsstedet for en udstrakt kreds”. 
Ved kgl. patent af 3. juli 1905, udstedt i anledning af baronesse Anna Rosenørn-Lehns arveovertagelse af baroniet, fik hendes mand tilladelse til at sammenføre det grevelige Ahlefeldtske våben med det Lehnske våben og at føre det sammensatte navn “Ahlefeldt-Laurvig-Lehn”.
I 2025 ejes hovedsædet fortsat af hendes efterkommere i slægten Ahlefeldt-Laurvig-Lehn, selv om Baroniet Lehn blev ophævet i forbindelse med lensafløsningen i 1919, hvor alle danske len blev opløst og omdannet til fri ejendom. 

### Senere liv og død
I 1907 erhvervede Anna Ahlefeldt-Laurvig-Lehn ejendommen Kogtvedhus ved Svendborgsund, bygget i 1904 af Frederik Lehmann Weber. Efter købet omdøbte grevinden den til Stella Maris (latin for "Havets stjerne").   Hendes mor blev enke i 1904 og flyttede ind, men døde i 1910.
Efter sin mands død i 1909 flyttede enkegrevinde A.C.A. Ahlefeldt-Laurvig-Lehn til København.  Ved overenskomst af 26. februar 1910 og med kongelig bevilling af 26. marts samme år overdrog hun formelt baroniet til sin ældste søn og efterfølger, Christian Erik Julius greve Ahlefeldt-Laurvig-Lehn, med virkning fra 1. maj 1910. I København boede hun ved Trianglen, nær Bernstorffsparken, pr. Gentofte.

### Karakter
I sine erindringer beskrev maleren Otto Bache grev Fritz Ahlefeldt som en personlig ven og bemærkede, at hans besøg "glædede og adspredte" greven. Bache karakteriserede greven som "en prægtig Mand", og hans kone, Anna, som en "fintfølende, men meget nervøs Dame". Efter Baches opfattelse var ægtemandens "brave, men noget positive Natur" og konens "sarte, noget romantiske Karakter" dårligt forenelige, hvilket resulterede i et ulykkeligt ægteskab. Han skrev endvidere, at hun var "meget religiøs", konverterede til katolicismen og, "som saa ofte er Tilfældet med Proselyter", blev "meget fanatisk", hvilket "til Slutning endte med Sindssyge ". Ifølge Bache "døde greven endnu i sin bedste Alder", mens hans kone overlevede ham og blev "mer og mer nedsunken i Melankoli".

### Citationer
1. ↑  Bache, Otto (1964).  Albert Fabritius (red.). Maleren Otto Baches erindringer (PDF) (Danish). Copenhagen: G.E.C. Gad. s. 84-85. OCLC 1088350503.{{cite book}}:  CS1-vedligeholdelse: Ukendt sprog (link)
2. ↑  Danmarks Adels Aarbog (PDF). Vol. 49. Kjøbenhavn: J. H. Schultz. 1932. s. 161.
3. 1 2  Denman 2001, s. 73.
4. ↑  Bobé, Louis (1897-1912). Slægten Ahlefeldts historie (PDF). Vol. 6. Copenhagen: Andr. Fred. Høst & Søn. s. 122.{{cite book}}:  CS1-vedligeholdelse: Dato-format (link)
5. ↑  "Adresse til Regering og Rigsdag". Kvinden & Samfundet. Dansk Kvindesamfund. 19 (5): 18. 1903.
6. ↑  Bobé 1916, s. 341.
7. ↑  Nørgaard, Hans (9 februar 2007). "Baroniet Lehns skovdistrikt 1862–ca. 1910". Fynhistorie.dk. Hentet 12 august 2025.{{cite web}}:  CS1-vedligeholdelse: Dato automatisk oversat (link)
8. ↑  Kongelig dansk hof- og statskalender: statshaandbog for Kongeriget Danmark. Vol. 137. Kjøbenhavn: G. E. C. Gad. 1906. Hentet 12 august 2025.{{cite book}}:  CS1-vedligeholdelse: Dato automatisk oversat (link) CS1-vedligeholdelse: Dato og år (link)
9. ↑  Bobé 1916, s. 334-335.
10. ↑  Krogh 1868, s. 133 & 354.
11. ↑  Trap 1898, s. 632.
12. ↑  Bobé 1912, s. 21.
13. ↑  "Inflation calculator". www.dst.dk (engelsk). Arkiveret fra originalen 2025-06-03. Hentet 2025-08-12.
14. ↑  Hertel, H. (1 december 1909). "Nekrolog over Greve Frederik Ahlefeldt-Laurvigen-Lehn". Tidsskrift for Landøkonomi. Royal Danish Agricultural Society. 95. Hentet 11 august 2025.{{cite journal}}:  CS1-vedligeholdelse: Dato automatisk oversat (link)
15. ↑  Rosenkrantz, Palle, red. (1932). Dansk Adel. Copenhagen: A. Jensen. s. 149.
16. ↑  Hald, Carsten Teilman (1967). "Oversigt over de adelsdiplomer, der er tildelt borgmester Niels Jacobsens descendenter eller disses ægtefæller" (PDF). Personalhistorisk Tidsskrift. 2 (4): 161-272. ISSN 0300-3655.
17. ↑  "Hvidkilde Gods' historie | Godshistorien". www.hvidkilde.dk. Hentet 2025-08-12.
18. ↑  "Stella Maris bliver 100 år". Kristeligt Dagblad. Hentet 2025-08-12.
19. ↑  "Historien". Stella Maris. Hentet 2025-08-12.
20. 1 2 3  Roussell 1965, s. 90.
21. ↑  Nørgaard, Hans (9 februar 2007). "Baroniet Lehns skovdistrikt 1862–ca. 1910". Fynhistorie.dk. Hentet 12 august 2025.{{cite web}}:  CS1-vedligeholdelse: Dato automatisk oversat (link)
22. ↑  Krak, Ove (1910). "Ahlefeldt-Laurvig-Lehn, Anna". Kraks Blå Bog (1910 udgave). Copenhagen: Kraks Forlag. Hentet 11 august 2025.{{cite encyclopedia}}:  CS1-vedligeholdelse: Dato automatisk oversat (link)
23. ↑  Bache, Otto (1964).  Albert Fabritius (red.). Maleren Otto Baches erindringer (PDF) (Danish). Copenhagen: G.E.C. Gad. s. 84-85. OCLC 1088350503.{{cite book}}:  CS1-vedligeholdelse: Ukendt sprog (link)